# Icteria virens
Icteria virens ou mariquitão (Icteria virens) é uma espécie de ave da família Parulidae. É a única espécie descrita para o gênero Icteria. Ocorre na América do Norte e Central, incluindo diversas ilhas do Caribe.

## Distribuição geográfica e habitat
A espécie está distribuída no Canadá, Estados Unidos, México, Belize, Guatemala, El Salvador, Honduras, Nicarágua, Costa Rica e Panamá; e em Cuba, Bahamas, Turks e Caicos, Antígua e Barbuda, Barbados, Dominica, Guadalupe, Martinica, Montserrat, São Cristóvão e Névis, Santa Lúcia, São Vicente e Granadinas.